# Yitikän-Sutra
Das Yitikän-Sutra ("Siebengestirn-Sutra") ist ein türkisch-buddhistischer Text. Die Turfanfunde wurden von Gabdul Ravid Rachtmati und Wolfram Eberhard ausgewertet. 